# Koninklijk Theater Tuschinski
Koninklijk Theater Tuschinski is een bioscoop met zes zalen in de Reguliersbreestraat in Amsterdam. Het is een van de bioscopen in Nederland van Pathé. In 2021 riep Time Out Tuschinski uit tot mooiste bioscoop ter wereld.

## Geschiedenis

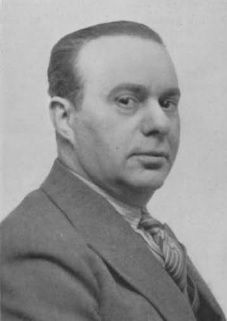
Abraham Tuschinski

### Voorgeschiedenis
Het Tuschinski-theater werd opgericht door de Joods-Pools-Nederlandse exploitant Abraham Tuschinski. Tuschinski werd in 1886 geboren in Polen. Hij besloot in 1904 samen met zijn vrouw te emigreren naar de Verenigde Staten. Hij vestigde zich in Rotterdam terwijl hij wachtte op de overtocht per boot. Na een hotel voor Poolse migranten te hebben geëxploiteerd, startte Tuschinski rond 1910 om onbekende reden zijn carrière als bioscoopexploitant. Hij opende verschillende vestigingen en betrok zijn zwagers Herman Gerschtanowitz en Herman Ehrlich in de onderneming.

### Ontwerp en bouw
Na vier succesvolle bioscopen in Rotterdam ontstond bij Tuschinski de wens om een bioscoop te bouwen in Amsterdam. Met Ehrlich en Gerschtanowitz ging hij daarom in 1917 op zoek naar een locatie in Amsterdam. Hun oog viel op het gebied tussen de Reguliersbreestraat en Reguliersdwarsstraat, de armoedige Duvelshoek. In vier maanden tijd kocht Abraham het eigendomsrecht van ongeveer 2000 m2 voor 600.000 gulden. Het ontruimen van de woningen ging echter minder voortvarend, ook omdat uitlekte wie de grond gekocht had. Het kostte uiteindelijk vier makelaars en 700.000 gulden voordat alle aangekochte woningen leeg en gesloopt waren.
Aanvankelijk was Hijman Louis de Jong aangetrokken als architect. Tuschinski kreeg echter onenigheid met De Jong, wiens taken vervolgens werden overgenomen door Willem Kromhout. Vanaf eind 1918 werd begonnen aan het "wereldtheaterpaleis", zoals stond aangegeven op de metershoge schutting tijdens de bouw. Deze bouw verliep ook niet zonder problemen. Zo moest Tuschinski zelf de heipalen uit Duitsland halen omdat ze niet geëxporteerd mochten worden van het geallieerde leger dat na de Eerste Wereldoorlog (1914-1918) het gebied aan de linker Rijnoever bezette.

### Opening en beginjaren
Op 28 oktober 1921 vond de opening van het Tuschinski Theater plaats. Als hoofdfilm werd Het oude nest vertoond, een Nederlandse bewerking van het kortverhaal The Old Nest van de Amerikaanse auteur Rupert Hughes en de daarop gebaseerde gelijknamige film. De stomme film werd muzikaal begeleid door een orkest onder leiding van Max Tak en een theaterorgel van Wurlitzer.
Naast de lof was er ook kritiek op het theater. Volgens het maakte het bijvoorbeeld potsierlijk inbreuk op het stadsaangezicht, vanwege onder meer de hoogte. De Nederlandsche Filmliga onder leiding van Menno ter Braak had kritiek op de vooral Amerikaanse amusementsfilms die vertoond werden Ze werden hierin gesteund door de katholieke, socialistische en communistische pers. De kritiek leidde ertoe dat het gebouw in 1931 werd versoberd door diverse decoraties te vervangen of te bedekken.
Tijdens de crisis van de jaren 1930 wilde Tuschinski het publiek opvrolijken met de komische film Komedie om geld (1936). De film was met een budget van 135.000 gulden de duurste Nederlandse film van zijn tijd. De financiering kwam van Tuschinskis zoon Will. Komedie om geld wist geen bezoekers te trekken en werd een flop. Mede hierdoor raakte Tuschinski financieel aan de grond. Hij werd genoodzaakt het theater nog datzelfde jaar te verkopen aan de speciaal daartoe opgerichte NV Tubem. Tuschinski bleef wel aangesteld als directeur. Hij en zijn zwagers kwamen te werken in dienstverband. Onder de invloed van de toen heersende stijl versoberde de nieuwe directie het gebouw nog meer. Muurschilderingen van de hand van Pieter den Besten werden bekleed met een zalmkleurige verflaag.

### Tweede Wereldoorlog
De Tweede Wereldoorlog verliep rampzalig voor zowel Tuschinski zelf als zijn concern. Aan het begin van de oorlog werden Tuschinski's Rotterdamse bioscopen verwoest tijdens het bombardement op Rotterdam. Twaalf dagen na de inval verloor hij ook het Tuschinski-theater, toen Gerschtanowitz, Ehrlich en hij ontslagen werden door Tobis.
Op 31 augustus 1940, de verjaardag van koningin Wilhelmina, werd door een onbekend persoon de Nederlandse vlag en de Engelse of Britse vlag aan de gevel van het Tuschinski-theater uitgehangen. De Duitsers grepen dit voorval aan om het theater te vorderen. Volgens verzetskrant Het Parool hadden de Duitsers het incident zelf in scène gezet. Zij konden het theater niet eerder vorderen aangezien het pand sinds Tuschinski's faillissement in 1936 al in Duitse handen was. Het vlaggenincident gaf de bezetters de kans om de joodse naam van de gevel te halen. Het voltallige personeel werd gearresteerd en het theater werd bijna drie maanden gesloten. Het lukte Tuschinski om zijn personeel vrij te krijgen waarna het theater op 15 november weer open ging. Het theater was toen al verhuurd aan de Duitse filmproducent Tobis-Tonbild-Syndikat en werd op 1 november hernoemd naar Tivoli. De nieuwe naam werd in de volksmond al snel een backroniem voor 'Tuschinski Is Verkocht Of Liever Ingepikt'.

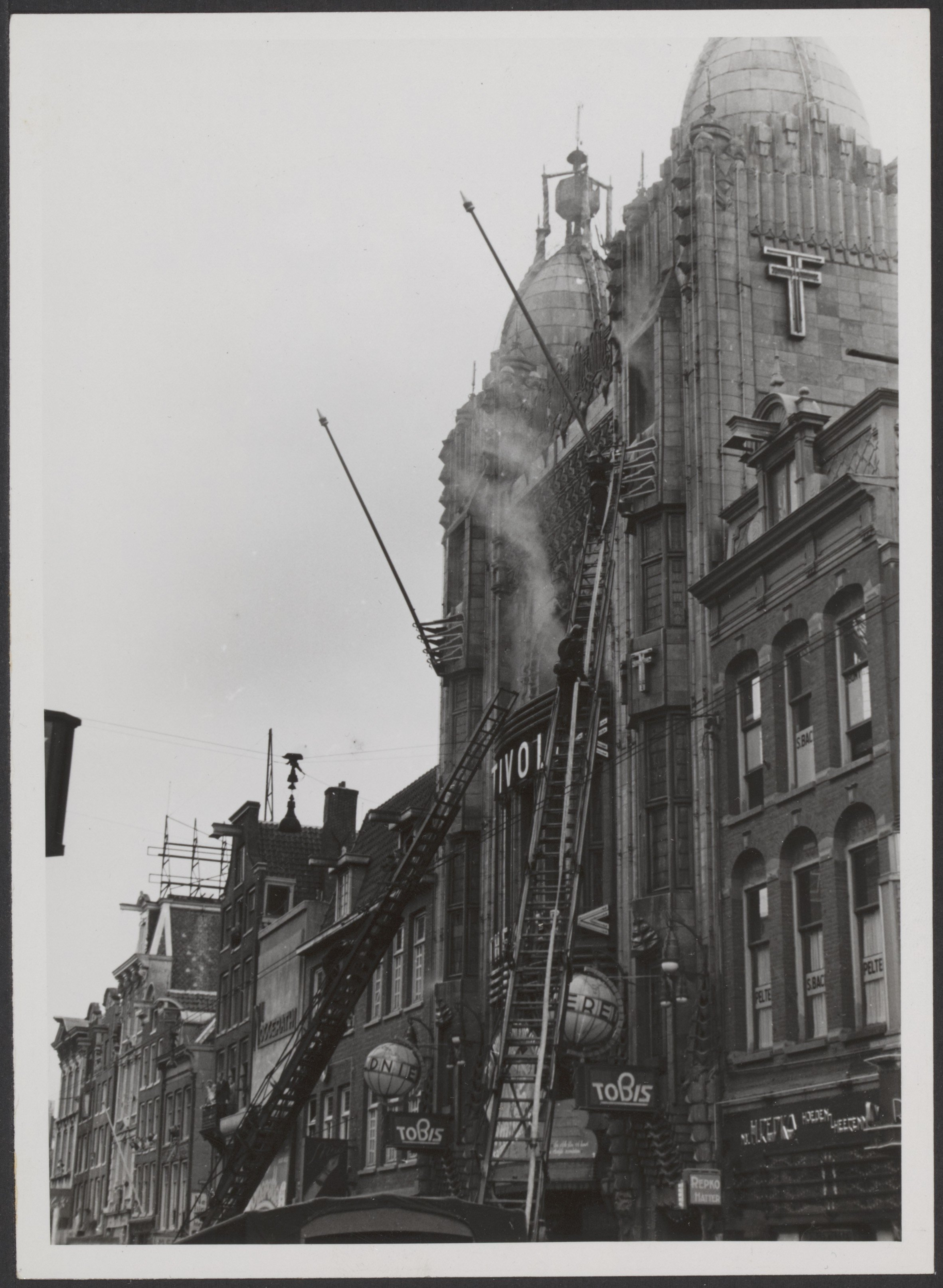
Brand in het Tuschinski-theater op 18 juli 1941

Op 18 juli 1941 was er brand in de cabaretzaal La Gaîté. De Duitsers bevalen een grondige renovatie. De bovenzaal bleef gesloten waardoor de benedenzaal als enige cabaretzaal overbleef. Alle beelden werden gestolen. De projectoren werden vervangen door projectoren van Duitse makelij. Op 13 november 1942 werd het "Tivoli-cabaret" heropend waar vanaf dan alleen nog Duitse artiesten optraden. Abraham Tuschinski maakte de heropening niet meer mee. Hij werd op 18 augustus 1942 gearresteerd en naar Kamp Westerbork en later Auschwitz gestuurd, waar hij op 17 september 1942 werd vermoord.
Na de bevrijding werd op 29 juli 1945 de naam Tuschinski Theater weer op de gevel gezet.

### Naoorlogs

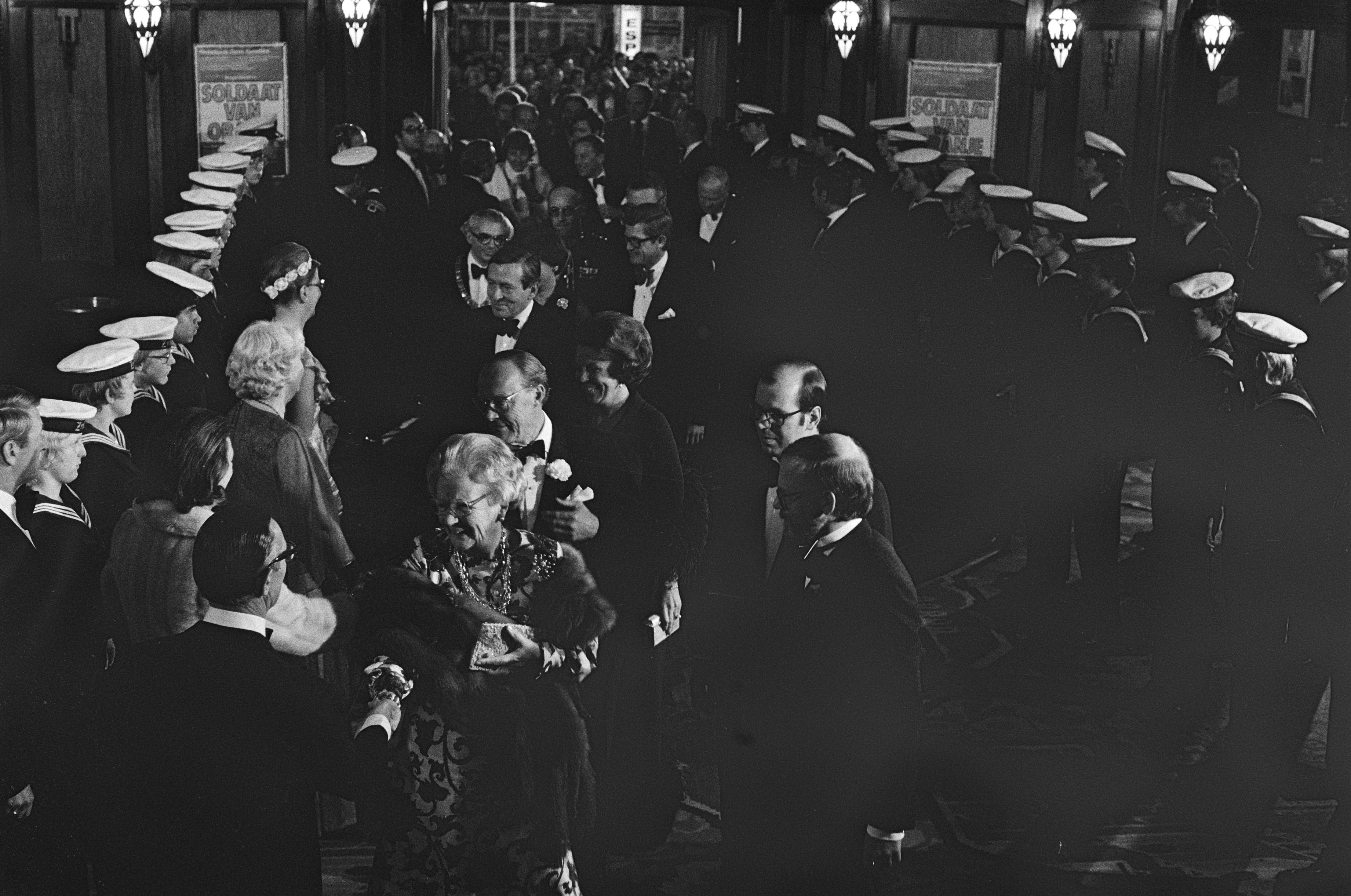
Premiere film Soldaat van Oranje bijgewoond door de koninklijke familie

In 1974 werd werd het theater een rijksmonument. In 1977 vond de première van Soldaat van Oranje plaats in het theater, waarbij koningin Juliana en haar gezin aanwezig waren. Speciaal voor de koninklijke familie werd in enkele maanden tijd een viplounge achter zaal 1 gebouwd.
In 1995 kwam het Tuschinski-theater in handen van Pathé Nederland. In 1996 begon Pathé aan uitbreiding van het Tuschinski Theater. Gelijktijdig hiermee werd Pathé de Munt gebouwd, wat direct schuinachter het Tuschinski Theater ligt.

### Honderdjarig jubileum
In de aanloop naar het honderdjarig bestaan werd het theater vanaf 2019 verbouwd en gerenoveerd. Op 28 oktober 2021 vierde het theater het honderdjarig bestaan. Het theater kreeg toen het Predicaat Koninklijk. Dat jaar werd ook een Delfts blauwe huisje van de KLM uitgebracht van Tuschinski.

## Gebouw

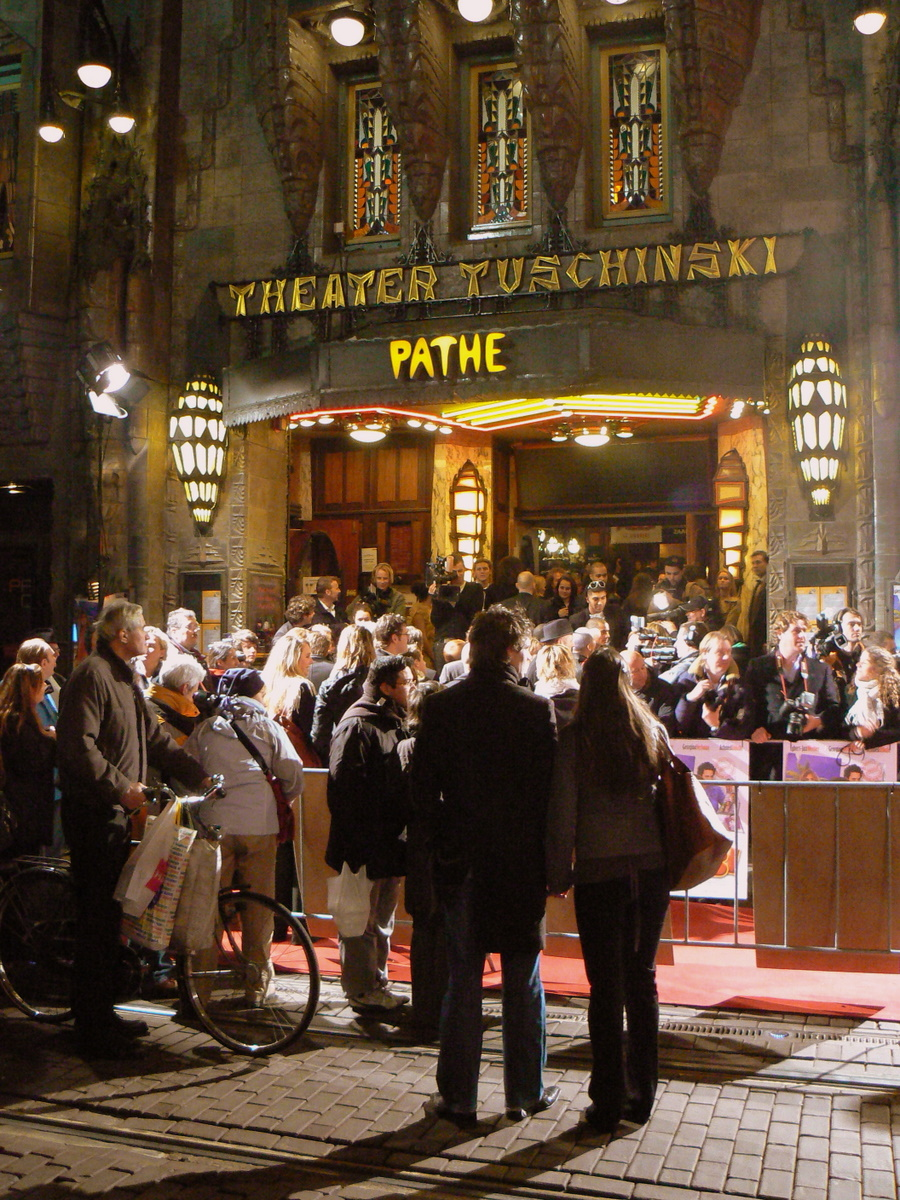
Première bij Theater Tuschinski

De bioscoop bestaat uit twee gedeeltes die met elkaar verbonden zijn.

### Hoofdgebouw

#### Zaal 2/Cabaretzaal
In 1941 brandde de cabaretzaal af, waarbij de hele zaal verloren ging behalve de toegangsdeuren met glas-in-loodramen. Het werd als cabaretzaal herbouwd, maar alweer in 1949 gesloten door gebrek aan belangstelling. De onderste verdieping van de cabaretzaal werd in 1971 omgebouwd tot een filmzaal, Tuschinski 2. Gerestaureerd in 2019 door Liesbeth Stinissen.

#### Voormalige zaal 4
De bovenste verdieping van de cabaretzaal werd in 1975 eveneens omgebouwd tot filmzaal, toen als Tuschinski 4. Ergens voor 2002 is de zaal in onbruik geraakt. Er zijn plannen geweest om de zaal te renoveren, maar om financiële redenen is daar van afgezien.

#### Zaal 3
Achter het scherm van de grote zaal was aanvankelijk een groot toneel. In 1974 werd het grootste deel daarvan verbouwd tot een filmzaal Tuschinski 6. Bovenop deze zaal werd datzelfde jaar nog de VIP-room gebouwd. In 1992 werd de zaal een riksbioscoop en ook wel bekend als Tuschinski Riksbioscoop. De Riksbioscoop was een groot succes en trok bijvoorbeeld in 1994 325.000 bezoekers. Het succes bleek echter ook een concurrent voor de andere zalen en in 1996 werd besloten het weer een reguliere zaal te maken. Tegenwoordig heet deze zaal Tuschinski 3.

#### Voormalige zaal 5
Bovenin het gebouw - naast de cabine van zaal 1 - bevindt zich nog een zaal, die niet in gebruik is. Deze zaal was de privézaal van Tuschinski, waar hij vaak films keek met anderen. Daarna werd het gebruikt als showroom voor pers, directie en filmkeuring. De zaal stond ook wel bekend als de Schatkamer. In 1976 werd de zaal verbouwd en omgedoopt tot Tuschinski 5. Ergens voor 2002 is de zaal in onbruik geraakt. Er zijn plannen geweest om de zaal te renoveren, maar om financiële redenen is daar van afgezien.

#### VIP-room

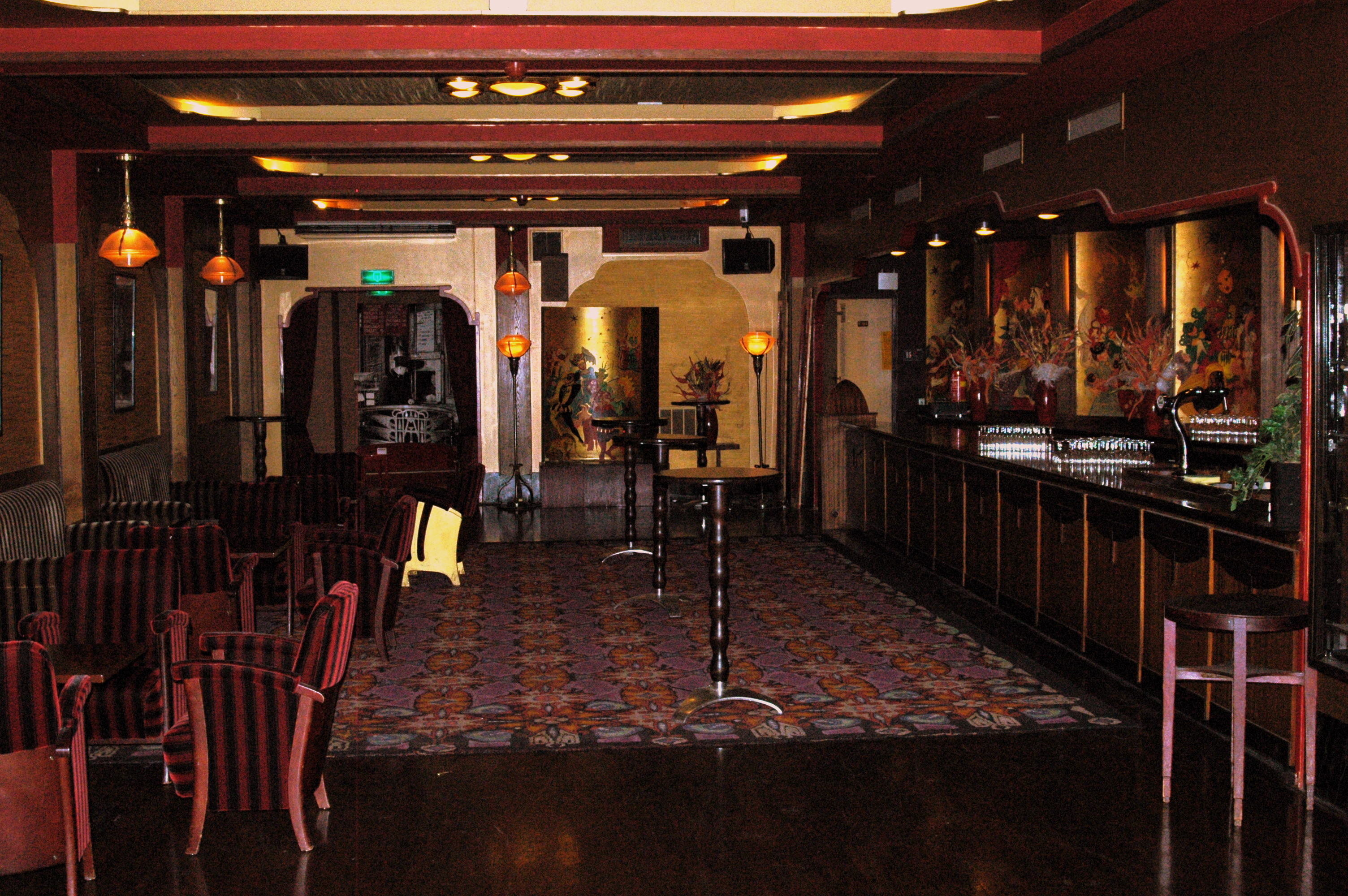
VIP-lounge van Tuschinski

Op de eerste etage bevindt zich sinds 1977 een VIP-room. Anno 2024 was de VIP-room nog steeds in gebruik, voor de ontvangst van gasten van galapremières.

### Arthouse
Op Reguliersbreestraat 34 bevond zich al sinds 1907 de bioscoop Nöggerath, tot de voltooiing van het Tuschinski theater de grootste bioscoop van Amsterdam. In 1949 werd de bioscoop overgenomen door de Tuschinski Maatschappij, maar bleef een losse bioscoop van het Tuschinski theater. In 1983 werd het onderdeel van het Tuschinski theater en ging het verder als Tuschinski 3. Tijdens de verbouwing door Pathé tussen 1999 en 2001 werd het gebouw verbonden met het Tuschinskigebouw via de Japanse Kamer. De voor- en zijgevel werden gerenoveerd naar de staat van 1907. Het interieur daarentegen werd compleet veranderd en heeft sindsdien drie zalen: Tuschinski 4, Tuschinski 5 en Tuschinski 6. Dit deel van het gebouw staat sindsdien ook wel bekend als Tuschinski Arthouse. Bij de renovatie in 2019-2021 zijn de zalen in dezelfde stijl als het hoofdgebouw gebracht en is er een cocktailbar Bar Abraham in de foyer gekomen.